# 片手絞

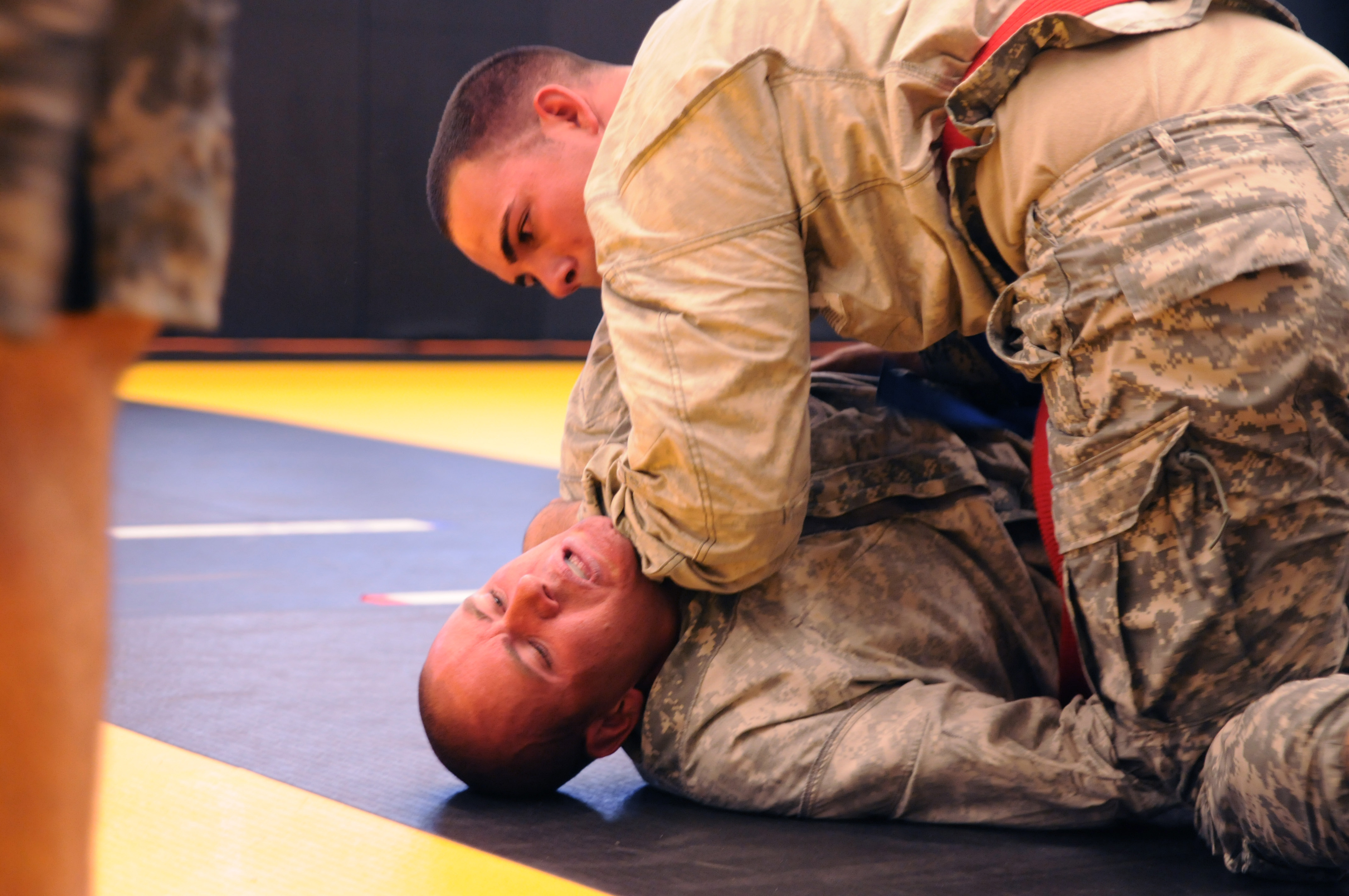
2012年、米国リージョンVII陸軍州兵ベスト・ウォーリアーの称号を争う大会での片手絞の基本形ハンマーチョーク

片手絞（かたてじめ）は、柔道の絞技12本の1つである。講道館や国際柔道連盟 (IJF) での正式名。IJF略号KTJ。

## 概要
片手で相手の襟を持ち頸部を絞める技。送襟絞、突込絞、片羽絞はのぞかれる。
もう片方の手は送襟絞、突込絞、十字絞のように相手の襟をつかまず、片羽絞のように相手の腕を制し後頭部を抑えるようなこともせず、相手の腕や袖を掴んだり相手の腕を絡めて制したり、相手の腕を相手の帯や裾を使って制したり、相手の下穿きや脚を掴んだり何もしなかったりする。
相手の腕や袖を掴んだり相手の腕を絡めて制したりしている場合は自分の脚（襟を掴んでいる方の腕側の脚）で相手の体を抑え込む事で、より強力になる。
基本形は相手を海老固めにし、後頭部を床、畳に押し付けた体勢で、相手の片襟を握り、その腕で相手の頸部を絞める。もう片方の手で相手の後ろ腰を抑えるパターンもある。「両脚担ぎ」と呼ばれるパスガードの直後に行われることがある。「片脚担ぎ」と呼ばれるパスガードの直後に行われることもある。別名ハンマーチョーク。

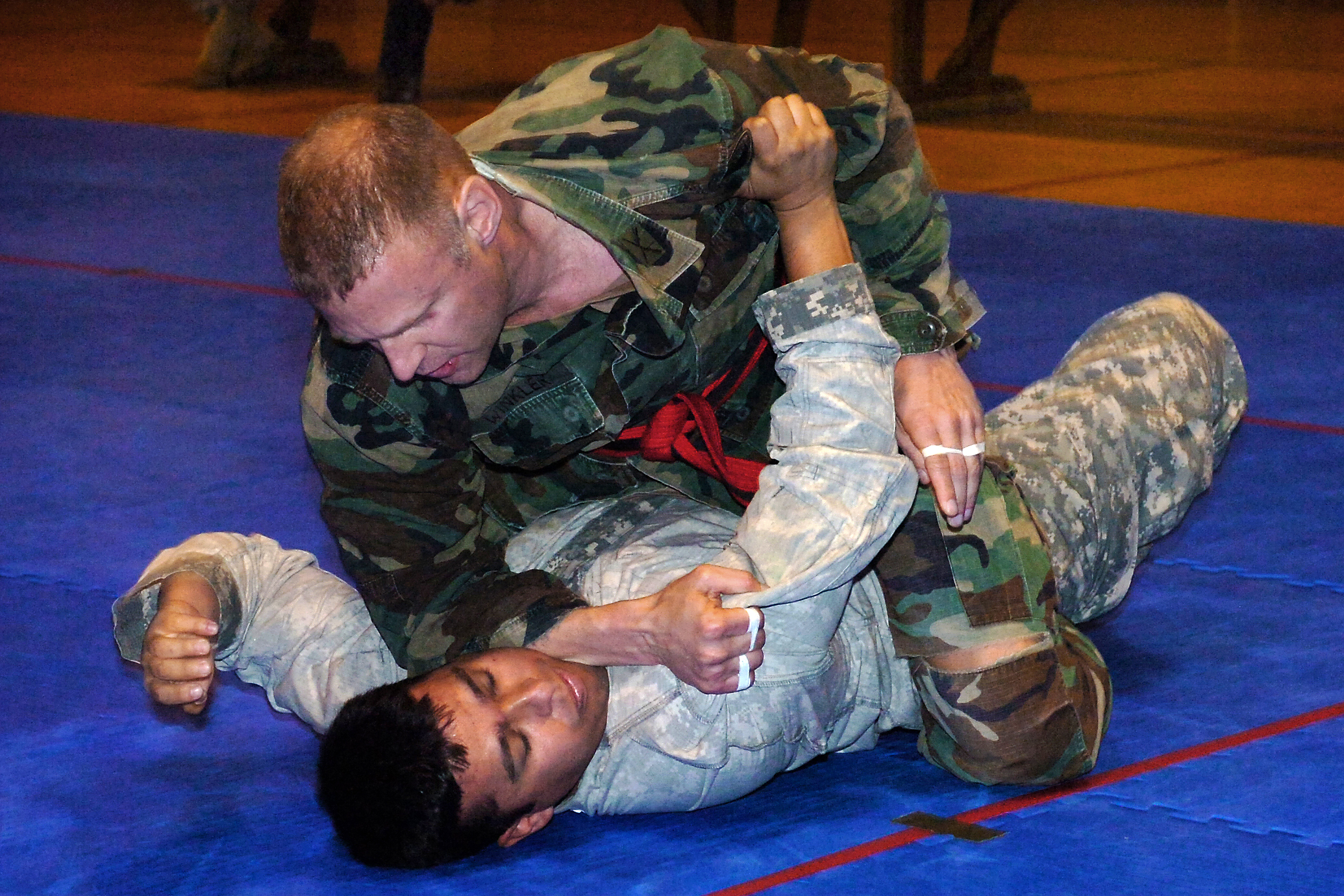
2010年、米陸軍格闘技大会での縦四方固からの片手絞

Webサイト「柔道チャンネル」スマートフォン版では縦四方固から左手で相手の左襟を持ち、右手で相手の左袖を持ち、左前腕部で相手の喉を絞める技が片手絞の一種だとして、イラストも掲載されている。
相手の左からの横四方固。右腕で相手の頭部を相手の右耳側から抱え相手の右前襟を右手でつかんで左腕で相手の左脚を内から抱えながら絞める片手絞もある。
よく片手絞に分類されることもある回転式送襟絞については送襟絞#回転式送襟絞を参照。
柔道川石メソッドでの片手絞は片十字絞のペイパーカッターチョークであって別の技である。
神道六合流での片手絞は突込絞の一種である。

## バリエーション

### 片手巻
片手巻（かたてまき）はうつ伏せの相手に対して左手で相手の左前襟を取り右手で相手の後帯を取りながら、または相手の背中を抑えながら、または相手の左袖を持って下に押しながら自らの腿裏で相手の頭を抑える片手絞。別名挟絞（はさみじめ）。袖車絞も挟絞であり、裸絞、送襟絞にも挟絞がある。
試合での実例
- グランプリ・ブダペスト2018女子78 kg級1回戦

○梅木真美（日本） （1:44 送襟絞） ヤヒマ・ラミレス（ポルトガル）×
IJF、AJJFは決技を送襟絞としているが実際は片手絞の片手巻である。
- グランドスラム・デュッセルドルフ2019女子52 kg級3回戦

○前田千島（日本） （2:22 送襟絞 (IJF) 、片羽絞（近代柔道）、片手絞 (AJJF) ） ナタリエ・ルビエレ（ドイツ）×
- グランプリ・ブダペスト2019女子52 kg級2回戦

×レカ・プップ（ハンガリー） （2:44 片手絞 (AJJF) 、送襟絞 (IJF) ） 前田千島（日本）○

### イタチ絞
イタチ絞（いたちじめ）は片手絞の一種。左手で相手の左前襟を取り、右手で相手の右肩越しに後ろ帯をとって絞める。
試合での実例
- 2017年世界柔道団体選手権大会ブダペスト男女混合団体男子73 kg級2回戦

×ベンジャミン・アクサス（フランス） （3:46 一本） ミクローシュ・ウングバリ（ハンガリー）○
ウングバリ返し、ダース・チョークから逃れられたあと、この技へ。

### 片手片足絞め
片手片足絞め（かたてかたあしじめ）は相手の後頭部や頭部に片脚を掛けながらの片手絞。
相手の右側からの崩袈裟固から左手で相手の右襟を取り左脚を相手の頭に掛けて絞める。

相手がインサイドガードポジションから右手の片手絞で攻めてきた時、右手で相手の右襟を取り、右脚を相手の右側頭部に掛けて返す片手片足絞めもある。

左手で相手の右襟を取り右腿裏で相手の後頭部を抑えて絞める。さらに右足首を相手の右膝裏に掛けることもある。
試合での実例
- グランドスラム・デュッセルドルフ2018女子78 kg級2回戦

○クララ・アポテカル（スロベニア） （2:08 送襟絞 (IJF) ） リリアナ・カーデナス（メキシコ）×
裸絞にも片手片足絞めがある。

#### カントチョーク
カントチョークはガードポジションから右手で相手の左襟を持ち右脚膝裏付近で相手の後頭部を抑えながら絞める片手片足絞め。右脚を右腕の外から回して抑える方法では、さらに右足首を相手の左腕に掛けることもある。左脚を相手の左腋下で自らの右脚と組む方法もある。右脚を右腕の内にして絞める方法では右脚膝裏付近で相手の右襟を抑えて絞めることもある。別名脚絞（あしじめ）。

### 左足絞
左足絞（ひだりあしじめ）はガードポジションから左（右）脚を受の後頭部に掛け右（左）手でその左（右）足を掴み左（右）手で受の左（右）横襟をつかみ右（左）足裏で受の左（右）腰を抑え絞める片手絞。

### 上四方足絞
上四方足絞（かみしほうあしじめ）は崩上四方固の下から取の足と前腕で受の首を絞める技。上四方固で抑え込まれそうになった時、左手で受の左横襟を持ち、左前腕部を受の喉付近に当て抵抗し、左脚を振り上げ左脛を受のうなじ付近にあて、右手で左足を掴み左前腕部で受の首を絞める。裸絞の片手片足絞めと似た形態である。

## 片手絞系統の技
片手絞、突込絞、地獄絞を片手絞系統の技という。